# Petricani (cartier din Chișinău)
Petricani (denumirea ar putea proveni de la numele de persoană „Petrică”, probabil numele de familie al proprietarului de moșie, cu formantul – ani) este un cartier din sectorul Rîșcani, municipiul Chișinău, Republica Moldova. Principala arteră a cartierului este str. Petricani, de la care provine și numele acestuia; limita nord-vestică a cartierului este delimitată de magistrala M21. Toponimul reproduce denumirea fostului sat Petricani, existent aici la începutul sec. al XIX-lea. 

## Istoric
În anii '70 ai secolului al XIX-lea, familia de nobili Donici stăpânea unele părți din moșia satului, din această familie trăgându-se și Nicolae Donici (1874–1956), astrofizician, membru de onoare al Academiei Române, fondatorul Observatorului astronomic de la Dubăsarii Vechi. În cartierul Petricani sunt amplasate importante instituții și întreprinderi (ex: Universitatea Agrară, asociații industriale și de transport, firme comerciale).

## Legături externe
- Chișinău, etapele devenirii urbane (1436 - 1812) Arhivat în 18 martie 2015, la Wayback Machine. pe Istoria.md
- Zona Petricani pe wikimapia.org